# Bad Company (Album)
Bad Company ist das Debütalbum von Bad Company, das im Mai 1974 erschien. Es war das erste Album, das auf Led Zeppelins Label Swan Song Records veröffentlicht wurde.

## Aufnahme
Es wurden zwei Coverversionen aufgenommen, die von früheren Bands der Mitglieder stammten – nämlich Ready for Love von Mott the Hoople (1972), als Mick Ralphs bei der Band war, und Easy on My Soul, aufgenommen von Paul Rodgers und Simon Kirke mit Free (1973). Letzterer schaffte es nicht auf das Album, wurde aber als B-Seite der zweiten Single „Movin' On“ veröffentlicht.
Das Album lässt sich stilistisch dem Hardrock zuordnen. Eine Ausnahme ist der Schlusstitel Seagull, eine Akustikballade mit von Rodgers und Ralphs gespielten Akustikgitarren und Tamburin.

## Titel
1. Can’t Get Enough (Mick Ralphs) – 4:17
2. Rock Steady (Paul Rodgers) – 3:47
3. Ready for Love (Mick Ralphs) – 5:03
4. Don’t Let Me Down (Rodgers, Ralphs) – 4:22
5. Bad Company (Rodgers, Simon Kirke) – 4:51
6. The Way I Choose (Rodgers) – 5:06
7. Movin’ On (Ralphs) – 3:24
8. Seagull (Rodgers, Ralphs) – 4:04

## Besetzung
- Paul Rodgers – Gesang, Akustikgitarre (8), Klavier (4, 5), Tamburin (8)
- Mick Ralphs – Gitarre, Keyboards (3, 6)
- Boz Burrell – Bass
- Simon Kirke – Schlagzeug

## Rezeption
Der Kritiker von Ultimate Classic Rock, Matt Wardlaw, zählte vier Songs von Bad Company – Bad Company, Can't Get Enough, Ready for Love und Seagull – zu den 10 besten Songs von Bad Company.

## Singleauskopplungen
Die Singles Can’t Get Enough und Movin’ On erreichten Platz 5 und Platz 19 der Billboard Hot 100. Rock Steady, Bad Company und Ready for Love sind ebenfalls Klassiker der Rockmusik.

## Kommerzieller Erfolg

### Chartplatzierungen
Das Album erreichte die Spitze der US Billboard 200. Das Album hielt sich 25 Wochen in den UK Albums Charts, stieg am 15. Juni 1974 auf Platz 10 ein und erreichte in der zweiten Woche seine höchste Position von Platz 3. Die Zeitschrift Kerrang listete das Album auf Platz 40 der 100 Greatest Heavy Metal Albums of All Time und nahm es in das Buch 1001 Albums You Must Hear Before You Die auf. Im Jahr 2000 wurde es auf Platz 323 in Colin Larkin's All Time Top 1000 Albums gewählt.
| ChartsChartplatzierungen       | Höchstplatzierung | Wochen |
| ------------------------------ | ----------------- | ------ |
| Deutschland (GfK)              | 45 (1 Wo.)        | 1      |
| Vereinigte Staaten (Billboard) | 1 (64 Wo.)        | 64     |
| Vereinigtes Königreich (OCC)   | 3 (26 Wo.)        | 26     |

### Auszeichnungen für Musikverkäufe
Das Album wurde von der RIAA fünfmal mit Platin ausgezeichnet und gehörte zu den 50 meistverkauften Alben der 1970er Jahre.
| Land/Region                  | Auszeichnungen für Musikverkäufe (Land/Region, Auszeichnung, Verkäufe) | Verkäufe  |
| ---------------------------- | ---------------------------------------------------------------------- | --------- |
| Vereinigte Staaten (RIAA)    | 5× Platin                                                              | 5.000.000 |
| Vereinigtes Königreich (BPI) | Gold                                                                   | 100.000   |
| Insgesamt                    | 1× Gold · 5× Platin ·                                                  | 5.100.000 |